# Marçay (Indre-et-Loire)
Marçay ist eine französische Gemeinde mit 487 Einwohnern (Stand: 1. Januar 2022) im Département Indre-et-Loire in der Region Centre-Val de Loire. Sie gehört zum Arrondissement Chinon und zum Kanton Chinon. Die Einwohner werden Marcéens genannt.

## Geographie
Marçay liegt etwa acht Kilometer südlich von Chinon. Umgeben wird Marçay von den Nachbargemeinden La Roche-Clermault im Norden, Ligré im Osten und Nordosten, Assay im Osten und Südosten, Ceaux-en-Loudun im Süden und Südosten, Sammarçolles im Süden und Südwesten, Beuxes im Westen sowie Seuilly im Nordwesten.

## Bevölkerungsentwicklung
| 1962 | 1968 | 1975 | 1982 | 1990 | 1999 | 2006 | 2017 |
| ---- | ---- | ---- | ---- | ---- | ---- | ---- | ---- |
| 490  | 454  | 413  | 410  | 416  | 448  | 464  | 519  |

## Sehenswürdigkeiten
- Kirche Saint-Pierre
- Schloss Marçay, heute Hotel-Restaurant

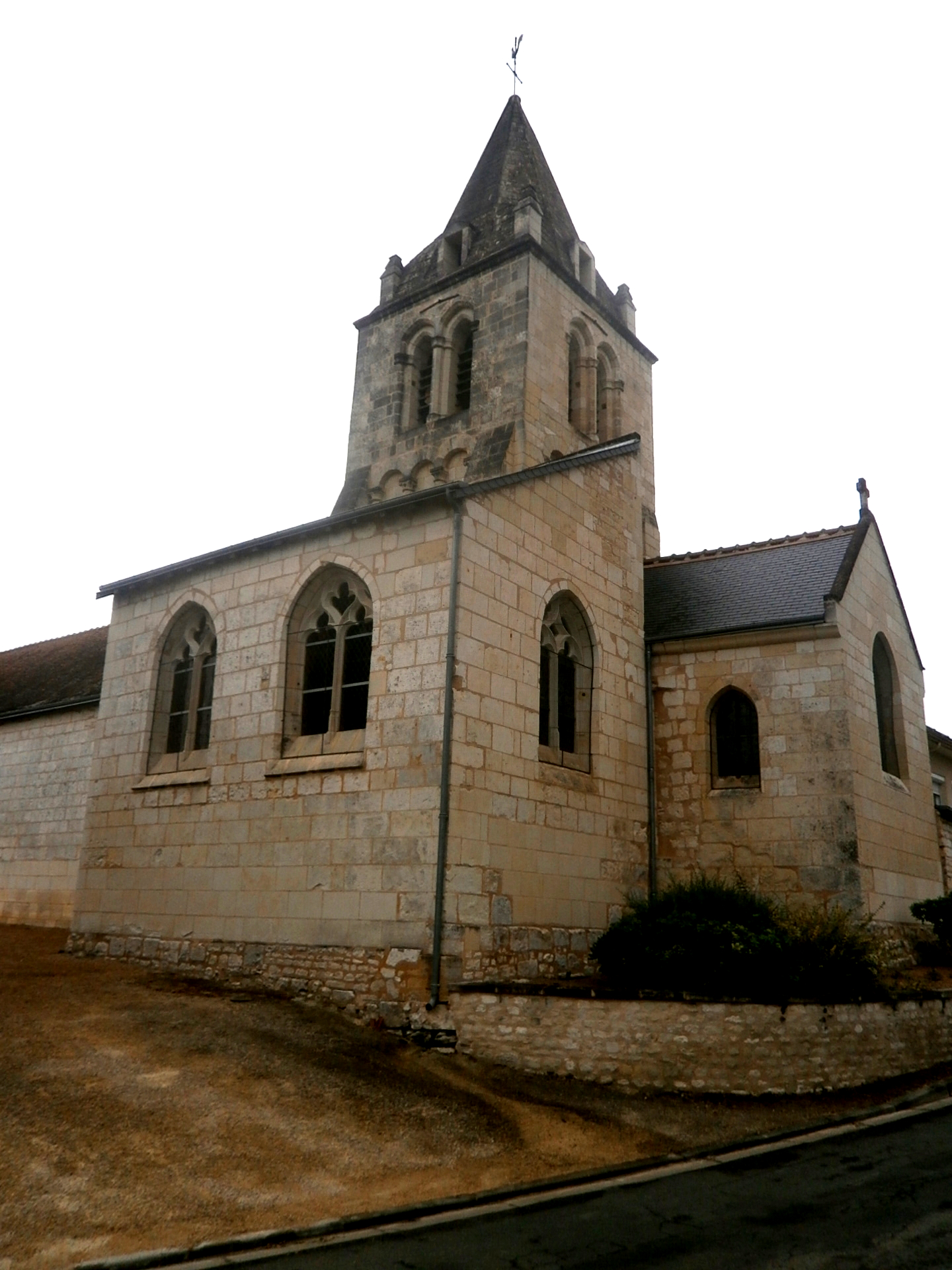
Kirche Saint-Pierre

## Gemeindepartnerschaften
Mit der deutschen Samtgemeinde Heemsen in Niedersachsen pflegt die Gemeinde mit den übrigen Gemeinden der Communauté de communes Chinon, Vienne et Loire seit 1978 eine Partnerschaft.